# Sistemes de detecció i notificació de canvis en webs
Els sistemes de detecció i notificació de canvis en webs, que se solen designar amb les sigles angleses CDN (change detection and notificaction), són sistemes (en general, aplicacions) que permeten detectar canvis en pàgines webs i advertir-ne els usuaris. Mentre que els motors de cerca són dissenyats per trobar pàgines web, els sistemes de detecció i notificació de canvis són dissenyats per controlar els canvis en pàgines, sobretot les estàtiques o les que, sent dinàmiques, no han estat equipades amb canals RSS (que es poden seguir mitjançant agregadors). La principal dificultat és que les pàgines no són acurades a l'hora d'usar estàndards que assenyalin els canvis. Algunes pàgines de web canvien regularment, a causa de la inclusió d'anuncis o altres continguts variables, fet que pot provocar "falsos positius" en els sistemes de canvi-detecció, però cada vegada hi ha eines més útils per atendre aquestes contingències. Hi ha dos tipus principals de sistemes de detecció i notificació de canvis en web, els que es basen en servidor i els que es basen en el client.